# Wyższe racje
Wyższe racje – zbiór opowiadań fantastyczno-naukowych autorstwa Janusza A. Zajdla w wyborze Marka Oramusa, wydany przez Wydawnictwo Poznańskie w 1988 roku w serii „SF”.

## Spis utworów
- Awaria – po raz pierwszy w zbiorze opowiadań Ogon diabła z 1982 roku
- Sami – po raz pierwszy w antologii pt. Kroki w nieznane, t. 3 z 1972 roku
- Woda życia – po raz pierwszy w zbiorze opowiadań Ogon diabła z 1982 roku
- Adaptacja – pierwodruk: „Fantastyka” 1987
- Chrzest bojowy  – pierwodruk: „Kwazar” 1985, po raz pierwszy w antologii pt. Przepowiednia, t. 6 Polskiej noweli fantastycznej z 1986 roku
- Gra w zielone – po raz pierwszy w zbiorze opowiadań Iluzyt z 1976 roku
- Dokąd jedzie ten tramwaj? – po raz pierwszy w zbiorze opowiadań Iluzyt z 1976 roku
- Satelita – pierwodruk: „Astronautyka” 1967
- Bunt – po raz pierwszy w zbiorze opowiadań Przejście przez lustro z 1975 roku
- Czwarty rodzaj równowagi – po raz pierwszy w zbiorze opowiadań Przejście przez lustro z 1975 roku
- ...et in pulverem reverteris – po raz pierwszy w zbiorze opowiadań Ogon diabła z 1982 roku
- Feniks – po raz pierwszy w zbiorze opowiadań Jad mantezji z 1965 roku
- Psy Agenora – po raz pierwszy w zbiorze opowiadań Ogon diabła z 1982 roku
- Studnia – po raz pierwszy w zbiorze opowiadań Jad mantezji z 1965 roku
- Towarzysz podróży – po raz pierwszy w antologii pt. Kroki w nieznane, t. 4 z 1973 roku
- Skok dodatni – po raz pierwszy w antologii pt. Gość z głębin z 1979 roku
- Tam i z powrotem – po raz pierwszy w antologii pt. Kroki w nieznane, t. 3 z 1972 roku
- Ferma – po raz pierwszy w zbiorze opowiadań Iluzyt z 1976 roku
- Jad mantezji – po raz pierwszy w zbiorze opowiadań Jad mantezji z 1965 roku
- Zabawa w berka – po raz pierwszy w zbiorze opowiadań Feniks z 1965 roku
- Dyżur – po raz pierwszy w zbiorze opowiadań Przejście przez lustro z 1975 roku
- Iluzyt – po raz pierwszy w zbiorze opowiadań Iluzyt z 1976 roku
- Utopia – pierwodruk: „Kwazar” 1981, po raz pierwszy w antologii pt. Bliskie spotkania z 1986 roku
- Wyższe racje – pierwodruk: „Politechnik” 1981
- Prognozja – po raz pierwszy w antologii pt. Kroki w nieznane, t. 2 z 1971 roku